# Carden Loyd tankette
Carden Loyd tanketter var en række britiske tanketter, som blev fremstillet før 2. verdenskrig. Den mest vellykkede var Mark VI, som var den eneste udgave, der blev bygget i større antal. Den blev en klassisk tankette, som blev bygget på licens i adskillige lande og blev grundlag for en række andre modeller.

## Udvikling
Carden Loyd tanketten blev udviklet på privat grundlag på grundlag af en ide fra den britiske militæringeniør og kamppvogns-strateg major Giffard LeQuesne Martel. Han byggede en en-mands kampvogn i sin garage fra forskellige dele, og viste den til krigsministeriet i midten af 1920'erne. Efter offentliggørelsen af ideen fremstillede andre virksomheder deres fortolkning af ideen. En af disse var Carden-Loyd Tractors Ltd, en virksomhed, som var grundlagt af Sir John Carden og Vivian Loyd, som senere blev opkøbt af Vickers-Armstrongs. Udover en-mands køretøjer foreslog de også to-mands køretøjer, som viste sig at være en mere effektiv og populær ide. Vickers-Armstrongs fremstillede og solgte køretøjer af denne type over hele verden.
Den blev anset for at være et rekognosceringskøretøj og en maskingeværstilling, og Mark VI var det sidste skridt i udviklingen af Carden Loyd serien af tanketter.
Carden Loyd tanketten var prototypen for Universal Carrier.

## Produktion
Produktionen begyndte i 1927 og varede indtil 1935. Fra 1933 til 1935 foregik produktionen på Royal Ordnance Factories. Omkring 450 stykker blev fremstillet. British Army anvendte mindst 325 Mark VI tanketter (et antal af 348 nævnes også) i forskellige varianter, fortrinsvis som maskingeværkøretøjer, men også som lette kanontraktorer, morterkøretøjer og røgkasterkøretøjer.

## Tjenestehistorie
I 1929 købte Polen 10 eller 11 Mark VI tanketter med en licens og brugte dem til udvikling af deres egen TK tankette serie, som blev efterfulgt af den polske TKS tankette.
Tjekkoslovakiet købte også tre Mark VI tanketter i 1930 med en licens, og forbedrede herefter designet og fremstillede 74 Tančík vz. 33 tanketter i ČKD (Prag) fabrikkerne: den oprindelige britiske model blev anset for at være ubrugelig i moderne krigsførelse.
Sovjetunionen købte 20 Mark VI tanketter, som de gav betegnelsen K-25, foruden en licence. Det endelige projekt blev imidlertid modificeret betydeligt og licensen blev opgivet. Obuchov fabrikken i Leningrad indledte produktionen af T-27 tanketten, en moderniseret og forstørret udgave af det britiske design. I alt 3.228 T-27 tanketter blev bygget mellem 1931 og 1933.
Bolivia købte mellem to og fem tanketter i 1931. De kom i kamp i Chacokrigen, hvor de viste sig uegnede til brug i et overgroet landskab.
Japan købte også seks Mark VIb tanketter og udviklede senere deres egne Type 94 Te Ke baseret på dem. Carden Loyd Tanketter, som blev anvendt af den Kejserlige japanske flådes landstyrker fik betegnelsen Type 6 Maskingeværkøretøj (カ式機銃車 Ka-shiki Kijūsha).
Italien købte et antal Carden Loyd Mark VI, byggede nogle på kopier på licens og kaldte dem CV-29, og udviklede herefter denne model yderligere til L3/35 tanketten.
Den canadiske hær anskaffede 12, i to serier af seks, i 1930-31. Efter at de var blevet evakueret af Princess Patricia's Canadian Light Infantry og Royal Canadian Regiment, brugte den canadiske hær dem til træning på Canadian Armoured Fighting Vehicle School, mens de afventede at der kom nyere, større kampvogne. Til sidst blev de suppleret med den lette Vickers VI B kampvogn i 1938. Indtil da havde de været det eneste pansrede udstyr i den canadiske hær, bortset fra nogle panservogne. De kom aldrig i kamp for Canada.
Desuden blev Carden Loyd Tanketterne leveret i små tal til Frankrig, Indien, Italien, Holland (5) og Siam. De fem hollandske tanketter var involveret i kampe mod tyske faldskærmstropper i maj 1940 under slaget om Holland. Den franske ubevæbnede Renault UE var baseret på Carden Loyd designet. Et lille antal blev anskaffet af Grækenland før 1935. Thailand havde omkring 60 i den Fransk-thailandske krig. Carden Loyd tanketter blev også anvendt af Chile, Republikken Kina, Finland (Mk. IV og Model 33) og Portugal (6).
Udformningen af den tyske Panzer I lette kampvogn var influeret af Carden Loyd tanketten, på grund af det Tysklands militære samarbejde med Sovjetunionen.

## SA F.R.C. 47 mm
Da de belgiske væbnede styrker gerne ville opgradere deres panserværn i begyndelsen af 1930'erne og da tankettekonceptet var populært, blev Carden Loyd Mk VI tanketten valgt som grundlag for et første forsøg på at udvikle et fuldt ud mekaniseret panserværn. Efter at have eksperimenteret med et forholdsvis enkelt traktorkoncept til den belgiske 47 mm Model 1931 panserværnskanon i 1931 , blev en mere integreret tilgangsvinkel valg, hvilket formentlig resulterede i den tungeste version af Carden Loyd Mk VI tanketten. I 1931, efter at have købt seks Carden Loyd Mk VI tanketter, blev to af dem modificeret. En havde en F.R.C. Herstal 47 mm Model 1931 panserværnskanon monteret og en Canon de 76 FRC, en 76 mm infanterikanon i en fast fremadrettet struktur. Resultatet af de første afprøvninger var ikke overbevisende. Køretøjet, som havde 76 mm kanonen monteret, blev udsat for en særdeles kraftig rekyl, når kanonen blev affyret, hvilket fik køretøjet vippe kraftigt og gjorde det helt uegnet som våbenplatform. Som følge heraf blev 76 mm prototypen ombygget til en 47 mm panserværns udgave. Panserværnstanketten blev heller ikke vurderet til at være tilfredsstillende. Kanonen var stadig for stor til det tre ton køretøj. Bemanding af kanonen med to personer blev anset for at være for mandskabskrævende, køretøjet kunne medbringe for lidt ammunition og bortset fra den tynde fremadvendte panser var besætningen totalt ubeskyttet. Den tilføjede vægt fra kanonen overbelastede den lille motor, og slitagen i det hele taget på køretøjet blev anset for at være for stort. Trods det gav eksperimentet nogle værdifulde erfaringer til den belgiske hær. Dette førte til den vellykkede T-13 kampvognsdestroyer, som blev sat i produktion i 1935. De seks prototyper af kampvognsdestroyeren blev også anvendt operationelt.
Efter at have været indsat i felten af eliteenheden Chasseurs Ardennais blev køretøjerne anset for så godt som ubrugelige i bjergområder og hurtigt overgivet til Cyclistes Frontière/Grenswielrijders, et grænsebevogtningsregiment. De var stadig i brug da slaget om Belgien blev udkæmpet i maj 1940, om end fra faste, skjulte stillinger på vestbredden af floden Meuse (Maas) mellem Vivegnis og Lixhe. De vides at have skudt nogle granater om morgenen den 10. maj, den dag den tyske invasion begyndte.

## Eksterne kilder
- Wikimedia Commons har flere filer relateret til Carden Loyd tankette
- Køretøjer fra 2. verdenskrig (engelsk)
- Britiske tanketter (engelsk)
- "Small Army Tractor Whirls Big Guns Into Action" Popular Science, December 1931 (engelsk)
- "Belgium Tank-Destroyer Tows Gun On Wheels" Popular Science, October 1932 (engelsk)